# 李嗣本
李嗣本（？—916年），雁門人，本姓張。其父張準為銅冶鎮將。唐朝末年軍事人物。
李嗣本性格剛烈，為人有節義，善戰而多謀，然而治理郡民時，頗為傷苛且急，眾人以此為他的缺點。
李嗣本年少時已跟隨李克用，作為帳中綱紀，其後漸立戰功，得補為軍校。
乾寧年間，跟從大軍出征李匡筹為前鋒，與桀燕軍大戰，奪得居庸關，以戰功封為義兒軍使，因而賜姓名，十三太保中排行第六。跟從討伐王行瑜，授檢校刑部尚書，改為威遠、寧塞等軍使。跟從李嗣昭討伐王暉於雲州，論功加為檢校司空。
乾寧五年（898年），討伐罗弘信於魏州，李嗣本為前鋒，退軍後，改為馬軍都將。後梁大將李思安進軍圍攻潞州，李嗣本跟從周德威軍於餘吾，李嗣本率騎兵與後梁軍轉鬥，前後獻俘數以千計，遷為代州刺史。
天祐六年（909年），跟從大軍進攻晉、絳二地，擔任蕃漢副使都校。及至李克用喪事之時，李嗣本監護其事，改為雲中防禦使、雲蔚應朔等州都知兵馬使，加特進、檢校太保。
天祐九年（912年），周德威討伐劉守光，李嗣本率代北諸軍、生熟吐渾，收編山後八軍，得納降軍使盧文進、武州刺史高行珪以獻。幽州平定後，論功授與振武節度使，號“威信可汗”。
天祐十二年（915年），李存勗出兵平定魏博，因劉鄩佔據莘縣，命嗣本入太原巡守都城。
天祐十三年（916年），跟從大軍，大破劉鄩軍於故元城，收洺、磁、衛三郡。是年六月，還鎮振武。八月，契丹阿保機傾塞犯邊，聚眾三十萬攻打振武，李嗣本在嬰城連日拒戰，契丹軍以火車地道晝夜急攻。因城中兵少，兼守備物資竭盡，城遂陷，李嗣本戰歿。李嗣本一家，舉族遷入契丹。
李嗣本有子八人，其中四人在戰中失沒。

## 延伸阅读
[在维基数据编辑]
 《舊五代史/卷52》，出自薛居正《舊五代史》
 《新五代史/卷36》，出自歐陽修《新五代史》